# Jerez de la Frontera

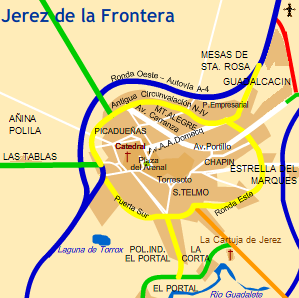
Plànol de la ciutat de Jerez.

Jerez de la Frontera és un municipi d'Espanya situat a la província de Cadis, a la comunitat autònoma d'Andalusia. Té una població de més de 215.000 habitants. S'ha convertit en el centre logístic i de transports de la província, superant en població i variables econòmiques a la mateixa capital, Cadis. És la ciutat més gran de la província i la cinquena d'Andalusia.
Jerez de la Frontera ha esdevingut gràcies a la seva posició cèntrica, en el principal nucli de comunicacions de la província. És internacionalment coneguda pel seu vi, el vi de Xerès, ja que està situada en una zona fèrtil per a l'agricultura i la ramaderia. Exerceix una gran influència a l'àrea metropolitana de la badia de Cadis i a altres àrees veïnes.
El seu terme municipal inclou els Montes de Propios de Jerez pertanyents al Parc Natural de los Alcornocales i la serra de Gibalbín. Conforma junt a San José del Valle l'àrea urbana lateral de Jerez, dins l'àrea metropolitana de la badia de Cadis. Algunes definicions alternatives estableixen aquesta àrea com àrea metropolitana independent, exercint llavors una gran influència en l'àrea metropolitana de la badia de Cadis. A més, conforma juntament amb els municipis de Cadis, Chiclana de la Frontera, El Puerto de Santa María, Puerto Real, Rota i San Fernando, la Mancomunitat de Municipis de la Badia de Cadis. És també seu de la diòcesi d'Asidonia-Jerez, que assoleix la meitat nord de la província de Cadis, prenent el riu Guadalete com una frontera natural.

## Origen del topònim
Els fenicis coneixien el territori on es troba actualment el municipi conegut com a Xera, i que els grecs van traduir com Shiraz. L'imperi Romà batejà la zona com a Ceret, on es van assentar habitants que van formar la ciutat d'Asta Regia, lloc on es troba actualment Mesas de Asta. No són conegudes les causes exactes per les quals l'assentament es va traslladar uns quants quilòmetres cap al sud-est, en la seva ubicació actual. El poble visigot coneixia la zona com a Seritum. L'afegit "de la Frontera" al nom de la ciutat es refereix a la seva situació com a frontera entre les regions en les quals històricament s'assentaven cristians i musulmans durant l'últim període de la Reconquesta (frontera amb el Regne de Granada).

## Història

### Prehistòria i Edat Antiga
Amb presència humana a la zona des del Paleolític, l'assentament més antic –uns 3000 anys– a la zona de la Campanya de Jerez s'atribueix als tartessos. Posteriorment han passat cinc grans cultures: fenícia, romana, musulmana, jueva i cristiana. El seu nom es remunta a l'existència d'una Xera fenícia, Sèrès, després intensament romanitzada amb el nom de Ceret, encara que la seva localització és desconeguda encara. Va ser en l'època romana quan va tenir una gran importància la ciutat d'Asta Règia (o Hasta Regia), les restes arqueològiques de la qual es troben en Mesas de Asta, en el mateix terme municipal de Jerez a 2 km de la ciutat actual que es va desplaçar a aquest lloc a la meitat del segle xii.

### Edat mitjana
Durant l'ocupació musulmana (711-1264), la ciutat de Jerez de la Frontera, coneguda en aquella època com la Sherish o Sharish musulmana, depenia de la cora de Shaduna de la que segons alguns historiadors musulmans fou la capital, sense tenir un paper polític notable sota l'emirat i el califat; els governadors de la cora no són coneguts.
A la caiguda del califat fou centre d'un petit regne o taifa (l'Emirat de Xerès) sota la dinastia dels Banu Djizrun, una família de notables berbers. La mateix família dominava a Arcos i a Jazira (probablement Cadis). La dinastia va governar de 1011 a 1069; el 1053 van esdevenir vassalls dels abbadites de Sevilla, que va annexionar l'estat el 1069, dominant-lo fins a la conquesta almoràvit el 1091.
El 1145 s'hi va revoltar contra els almoràvits el cap Abu-l-Ghamr ibn Azzun, fill d'Azzun ibn Ghalbun, rei de Molina d'Aragó fins al 1129, que era vassall del rei de Granada; Ibn Azzun va dominar la zona i la de Ronda i es va fer independent iniciant les segones taifes. Va seguir al front de la taifa fins a la conquesta almohade, als que es va sotmetre tan bon punt van arribar (1147) i hi va restar fidel; no va participar en la revolta dels diversos reis de taifes contra Abd al-Mumin ibn Ali i va participar en la conquesta de Sevilla i l'expulsió dels almoràvits d'Algesires; va enviar forces per fer aixecar el setge al que Alfons VII de Castella sotmetia a Còrdova i va participar de manera destacada a la batalla de Zaabula o Zaghabuka del abril/maig del 1158 (al nord d'Alcalá de Guadaira) al costat del príncep Sayyid Yusuf, fill (i després successor) d'Abd al-Mumin ibn Ali, en contra de la milícia cristiana d'Àvila dirigida pel comte Sancho Gimeno el Desigual, en la qual Abu l-Ghamr va trobar la mort. Sota el seu govern es van construir les muralles i el paper defensiu de la ciutat es va incrementar. La ciutat tenia llavors 16.000 habitants.
El 1176 Jerez i Arcos foren atacades per Ferran II de Lleó, i després per Ibn Hud de Múrcia (1229) que precisament fou derrotat a Xerès pels castellans el 1230; el 1231 Jerez va passar a Sevilla, però Múrcia la va recuperar el 1233 fins al 1238, que els almohades la van recuperar. El 1242 va caure en poder dels hàfsides de Tunis. La conquesta de Sevilla pels castellans el 1248 va obligar Jerez a declarar vassallatge a Ferran III de Castella (1255). Després de la revolta mudèjar de 1264, Arcos, Xerès, Medina Sidonia, Vejer, Sanlúcar i altres, foren annexionades pel rei Alfons X "el Savi". L'afegit "de la Frontera" al nom de la ciutat es refereix a la seva situació com a frontera entre les regions en les quals històricament s'assentaven cristians i musulmans durant l'últim període de la Reconquesta (frontera amb el Regne de Granada). La ciutat de Sharisha que apareix a les fonts musulmanes no correspon a Xerès de la Frontera sinó a Jerez de los Caballeros a la província de Badajoz.
Va ser durant els segles xii i xiii quan Jerez de la Frontera va viure una etapa de gran desenvolupament sota la dominació musulmana. La construcció d'edificis i del seu sistema defensiu (muralla i torres) així com dels seus carrers, van configurar el traçat urbanístic del que avui es diu nucli antic. A partir de 1264, la ciutat queda incorporada al regne de Castella. Durant el segle xv, Jerez va viure novament un fort desenvolupament cultural, social i econòmic impulsant la seva agricultura, comerç i indústria vinatera.

### Edat Moderna
El descobriment d'Amèrica i la conquesta de Granada, el 1492, van facilitar que Jerez fos una de les ciutats més pròsperes d'Andalusia gràcies al comerç i la seva proximitat als ports de Sevilla i Cadis.
Encara que el segle xvii la decadència política, econòmica i social de l'Espanya dels últims Àustria deixa també la seva empremta a la ciutat, això no impedeix que durant el següent segle, la ciutat continuï amb bon ritme una nova etapa de modernització i desenvolupament. És a partir de llavors quan Jerez es fa mundialment famós i reconegut pels seus vins, vi denominat xerès (sherry, en anglès).

### Edat Contemporània
Durant la invasió napoleònica Jerez va patir l'ocupació i el saqueig de les dependències municipals i esglésies locals. Aquest espoli va empobrir la població i va suposar al seu torn la retirada de valuosos objectes culturals. La Desamortització de Mendizábal va significar la venda, el 1837, dels quatre quadres de l'altar major del Monestir de la Cartoixa que es troben ara al Museu de Grenoble (França). Tot i així, la majoria de les obres de Zurbarán es conserven al Museu de Cadis.
Els segles xviii i xix van veure la industrialització de la ciutat, amb el primer ferrocarril d'Andalusia que el 1854 va unir Jerez amb el Port i el 1856 amb el Trocadero (Puerto Real). I per transportar el vi de les bodegues es va construir el 1870 un ferrocarril urbà i des de 1860 comptava amb l'enllumenat a gas i des de 1869 tenia aigua corrent.
La societat de Jerez del segle xix era una societat dual; un petit grup conformava l'alta burgesia, en qui s'integraven els grans propietaris, els exportadors de vins i bona part de la noblesa; en l'altre extrem es troben les classes populars, el proletariat urbà i rural. En aquesta dualitat es van succeir diversos aixecaments camperols que el govern va tractar de controlar escampant el rumor de l'existència de La Mano Negra (1882-1884), una espècie societat secreta anarquista de la Baixa Andalusia que, es deia, tenia a Jerez el seu nucli central; aquesta va ser l'excusa governamental per a la repressió i l'ajusticiament exemplar de camperols.
Jerez és considerat com el bressol del cant flamenc actual. Durant els segles xix i xx han nascut i crescut a Jerez artistes de gran prestigi en el cant i guitarra flamenca com Manuel Torre, Fernando Terremoto, Tío Borrico, La Paquera, Agujeta, Manuel Morao, Parrilla de Jerez, i, més recentment, José Mercé o Moraíto. A Jerez es troba actualment la Càtedra Andalusa de Flamencologia, el Centre Andalús de Flamenc i es projecta la construcció de la Ciutat del Flamenc.

## Demografia

### Població
Segons dades oficials de població de l'INE la ciutat de Jerez tenia 199.594 habitants l'1 de gener de 2006, encara que les últimes dades que ha proporcionat l'Ajuntament l'eleven per sobre dels 203.000. En els últims anys la ciutat ha tingut un increment de població que ronda els 3.500 habitants anuals, això representa un increment anual d'entre un 1,5 % i un 2%.

### Distribució de la població
El terme municipal de Jerez de la Frontera és, amb 1.188,14 km², el tercer més gran d'Espanya, això ha propiciat l'aparició d'assentaments i nuclis poblacionals, a part del centre urbà principal, en el que es denomina zona rural. El terme municipal està compost en total per 24 centres poblacionals, aquests són 1 ciutat, 7 pedanies i 16 barriades rurals. Aproximadament un 13% dels ciutadans de Jerez estan empadronats a la zona rural. Alguns d'aquests nuclis rurals estan sent absorbits per l'urbs principal en l'actualitat, en alguns casos la diferència és de 50 m, o simplement creuar un carrer. D'altres tanmateix es troba a més de 30 km del centre històric.
La diferència entre una pedania i una barriada rural és bàsicament el seu grau d'autonomia. Les pedanies també són denominades "Entitats Autònomes Territorials Municipals de Caràcter Inferior". Els habitants d'una pedania escullen als seus representants per mitjà d'eleccions, que coincideixen amb les eleccions municipals.
Tots els nuclis poblacionals són connectats amb la ciutat per mitjà d'autobusos, urbans o interurbans.
La relació de nuclis poblacionals de Jerez és la següent:
| Núcli Poblacional                   | Tipus          | Pobl. aprox. 2005 | Distància al centre ciutat |
| ----------------------------------- | -------------- | ----------------- | -------------------------- |
| Cuartillos                          | Barriada Rural | 1.300 hab.        | 11 km Est                  |
| El Mojo-Baldío de Gallardo          | Barriada Rural | 400 hab.          | 16 km Sud-est              |
| El Portal                           | Barriada Rural | 700 hab.          | 6 km Sud                   |
| Estella del Marqués                 | Pedania        | 1.650 hab.        | 5,5 km Est                 |
| El Torno                            | Pedania        | 1300 hab.         | 20 km Est                  |
| Gibalbín                            | Barriada Rural | 550 hab.          | 30 km Nord-est             |
| Guadalcacín                         | Pedania        | 5.500 hab.        | 5 km Nord-est              |
| Jerez de la Frontera (Jerez Urbano) | Ciutat         | 174.000 hab.      |                            |
| La Barca de la Florida              | Pedanía        | 4.500 hab.        | 20 km Est                  |
| La Corta                            | Barriada Rural | 550 hab.          | 3,8 km Sud                 |
| La Ina                              | Barriada Rural | 800 hab.          | 10 km Sud-est              |
| Las Pachecas                        | Barriada Rural | 430 hab.          | 8 km Sud-est               |
| Las Tablas, Polila y Añina          | Barriada Rural | 400 hab.          | 6 km Oest                  |
| Lomopardo                           | Barriada Rural | 283 hab.          | 5 km Sud-est               |
| Los Albarizones                     | Barriada Rural | 420 hab.          | 3,5 km Sud-est             |
| Majarromaque                        | Barriada Rural | 361 hab.          | 26 km Est                  |
| Mesas de Asta                       | Barriada Rural | 600 hab.          | 11 km Est                  |
| Mesas de Santa Rosa                 | Barriada Rural | 300 hab.          | 5 km Nord                  |
| Nueva Jarilla                       | Pedania        | 1.600 hab.        | 15 km Nord-est             |
| Puente de la Guareña                | Barriada Rural | 500 hab.          | 16 km Est                  |
| Rajamancera                         | Barriada Rural | 485 hab.          | 8 km Sud-est               |
| San Isidro del Guadalete            | Pedania        | 650 hab.          | 15 km Sud-est              |
| Torrecera                           | Pedania        | 1280 hab.         | 20 km Sud-est              |
| Torremelgarejo                      | Barriada Rural | 430 hab.          | 10 km Est                  |

Nota: San José de la Vall va assolir la independència de Jerez de la Frontera el 1995 a través del Decret 82/1995, de 28 de març.

## Economia
Jerez va ser originalment una ciutat centrada en la indústria vinícola, amb exportacions del Jerez-Xérez-Sherry a tot el món. A causa de no tenir una estructura social de funcionariat que sí que gaudeixen d'altres ciutats, Jerez ha basat la seva indústria en la producció i comercialització de vi, en el conreu de fruites, cereals i hortalisses, i en la cria de bestiar boví i cavallí. Després de la crisi cellerera a començaments dels 90, actualment la ciutat busca diversificar la indústria. Un sector econòmic fomentat amb èxit és el turisme, a causa de la forta identitat dels senyals de la ciutat (vi, flamenc i cavalls), l'atractiu dels festeigs i a l'important patrimoni històric que té, a més d'esdeveniments com el Campionat Mundial de Motociclisme. De forma paral·lela, altres accions s'orienten a la ubicació de la ciutat com a centre logístic a Andalusia occidental, amb grans superfícies i naus de distribució, buscant les sinergies entre el ferrocarril, l'aeroport i els ports propers.

## Festivitats i festes
A part de les festes comunes a tot Espanya, a Jerez se celebren les Festes de Tardor, el Festival Flamenc de Jerez, la Setmana Santa i la coneguda Fira del Cavall. D'altra banda se celebra anualment el Gran Premi d'Espanya de Motociclisme, que sol ser una de les primeres proves del Mundial de Motociclisme.

### El Nadal
Si el Nadal es vol viure d'una manera molt singular, caldria viure-la a Jerez de la Frontera. El Nadal a Jerez, amb ritmes flamencs, es viu a tota la població on la megafonia del centre de la ciutat i els adorns nadalencs, estan tot el temps sonant. A part de les nadales clàssiques, hom pot escoltar, a més de a les emissores de ràdio locals, les nadales típiques de Jerez. D'altra banda, existeix l'hàbit de fer dolços (pestiños) abans d'arribar la Nit de Nadal. Podríem dir que el Nadal a Jerez té un mes complet de durada, car comença el 9 de Desembre, el dia posterior a la Immaculada i acaba el 7 de Gener. El fet d'escoltar aquestes coples nadalenques avui, té l'origen en la recopilació sonora que l'entitat financera local, antiga Caja de Ahorros de Jerez, (avui Cajasol) va publicar per primer cop l'any 1982, i no s'aturat mai malgrat els processos de fusió que ha sofert posteriorment.
L'altra vessant del Nadal de Jerez, és la celebració particular a cada casa. Potser ja en aquests anys no es viu amb tanta força com abans, però entre la gent flamenca, podem assistir a les populars "zambombas jerezanas", que rep aquest nom per què la simbomba és l'instrument principal que anima la festa, a la que es canta, balla i es fa tota una "nochebuena por bulerías (Nit de Nadal per buleries)". Aquestes festes, tradicionalment se celebraven als patis de veïns, sobretot en els barris flamencs de la ciutat, Santiago i San Miguel. Les coples, normalment nadales, se solen passar d'una generació a un'altra a través de la transmissió oral, encara que en els últims temps i amb la irrupció de les noves tecnologies de la informació això ha canviat notablement, fins i tot es recuperen coples perdudes en els temps o se'n creen de noves.

### Les Festes de Tardor de Jerez
Se celebra la primera trepitjada del raïm i sol celebrar-se en els primers quinze dies de setembre. A més de la trepitjada pública del raïm, acte central, durant unes dues setmanes s'ofereixen actes culturals de les temàtiques més variades, mostres internacionals de titelles, representacions teatrals, actuacions flamenques, etc. Cada any és diferent de l'anterior, i no sol tenir fixa ni tan sols el tipus d'espectacle que s'ofereix; fa uns anys s'han ofert exhibicions de falconeria, curses de cavalls en ple centre històric, etc. Al contrari de la resta de festes de la ciutat que sol buscar la visita del forà, aquesta sol estar pensada per al gaudi de l'autòcton.

### Festival de Flamenc de Jerez
És considerat com el millor del món per diversos mitjans de comunicació, entre ells la prestigiosa revista digital flamenco.com. El 2007 el festival ha celebrat la seva XI edició, a la qual van acudir 31.700 assistents (un increment del 15% respecte a l'any anterior i un 40% respecte al 2004). Es van celebrar en total 140 actuacions (un 9,8% més que l'any anterior) i 36 cursos de flamenc. Al festival van acudir un total de 32 nacionalitats diferents, dels quals destaquen japonesos (17,18%), alemanys (12,51%) i nord-americans (9,9%). El festival va ser motiu perquè a Jerez es desplacessin 120 mitjans de comunicació de tot el món.

### La Setmana Santa
És una de les més grans d'Andalusia, amb un total de 36 processons, sent la mitjana diària d'unes sis. Sol ser freqüent que es cantin saetes a les imatges que passen pels carrers de la ciutat, sobretot a les que tenen un vincle més estret amb els barris flamencs.

### Gran Premi d'Espanya de Motociclisme
Sol ser una de les primeres proves del Mundial de Motociclisme, i és al qual més espectadors acudeixen. Per tenir una entrada tan multitudinària, té molta repercussió dins del món del motor. El 2007 el Circuit de Jerez aconsegueix el record absolut d'assistència a un espectacle esportiu a Espanya amb 134.138 persones. A la ciutat, i comarques veïnes, van acudir 246.000 turistes (un 11,7% més que l'any anterior) que van gastar 47,4 milions d'euros (un 2,4% més que l'any anterior).

### La Feria del Caballo (Fira del Cavall)
També és coneguda com a Fira de maig, o simplement Feria de Jerez. En els anys noranta, i donada la proliferació de casetes privades a les fires d'Andalusia, Pedro Pacheco va prendre la iniciativa de prohibir que no es deixés entrar a qualsevol caseta al públic general, excepte un únic dia de fira que es denomina dia del soci i que cada caseta fixa segons li convingui. Aquesta obertura ha fomentat que siguin multitudinàries les visites a la fira i propiciant diverses ampliacions del recinte firal, tot això ha fet que sigui una de les fires més grans i visitades d'Andalusia.

## Gastronomia
Plats típics de la gastronomia de Jerez de la Frontera són l'all calent, l'olla, la cua de toro, ronyons al xerès, "xoco amb papes", berza i alcauciles al xerès. Jerez és el lloc d'excel·lència dels vins fins, amontillats olorosos i mosts de temporada. La seva gastronomia ha rebut i integrat moltes influències.

## Vins
La història i desenvolupament de la ciutat de Jerez ha estat històricament lligat a la indústria vitivinícola.
Els primers ceps van ser portats pels fenicis a la zona de Jerez entorn del 1100 aC. S'elaborava un vi molt imperfecte, que es coïa perquè no s'espatllés amb el transport. Tenia una graduació molt alta. L'any 138 aC Escipió Emilià pacifica la regió i comença a exportar productes a Roma: vi, oli d'oliva i garum (una pasta de peix semblant a l'escabetx).
El 711, comença la dominació àrab d'Espanya, però es continua consumint vi malgrat la prohibició de l'Alcorà. El 966, Almanzor, visir del califa Alhaken II, decideix arrencar els ceps, però els de Jerez convencen el califa de què les panses donen energia als soldats, i s'aconsegueix conservar un terç dels ceps.
El 1264, amb la reconquesta de Jerez per Alfons X el Savi, s'estén el consum de vi. Els cristians bevien vi i menjaven porc per diferenciar-se dels musulmans. Fins i tot els el donaven a beure als cavalls abans de les batalles. Ja llavors, el segle xii, s'enviava el vi a Anglaterra, on es va començar a conèixer pel nom àrab de la ciutat, "Sherish", origen de la paraula "sherry".
El segle xv i xvi, el vi de Jerez es converteix en una font de riquesa per a la regió, és protegit pel Rei i s'exporta a Anglaterra, França i els Països Baixos. Com a exemple, a tots els vaixells que anaven a Amèrica, es reservava un terç de la càrrega per al vi.
El 1587 Martin Frobisher, de la flota de Francis Drake, va atacar Cadis i Jerez i es va emportar 3.000 bótes d'aquests vins. Aquest botí va posar de moda el xerès en la cort anglesa.
A partir de 1682, després d'alguns intents violents, els anglesos decideixen portar el vi pacíficament, i empresaris anglesos s'estableixen a Jerez, fundant bodegues com a: Garvey, Duff-Gordon, Wisdom & Warter, Osborne. Després d'ells van venir els capitals espanyols repatriats després de la independència de les colònies (González, Marquès de Missa) així com els francesos Domecq o Lacave.
A la darreria dels anys 1980 el sector va patir una aguda crisi, degut principalment a la disminució de la demanda nacional, malgrat continuar sent un vi mundialment conegut. L'esmentada crisi va afectar l'economia de la ciutat, la qual ha buscat diversificar el seu teixit industrial.

## Monuments

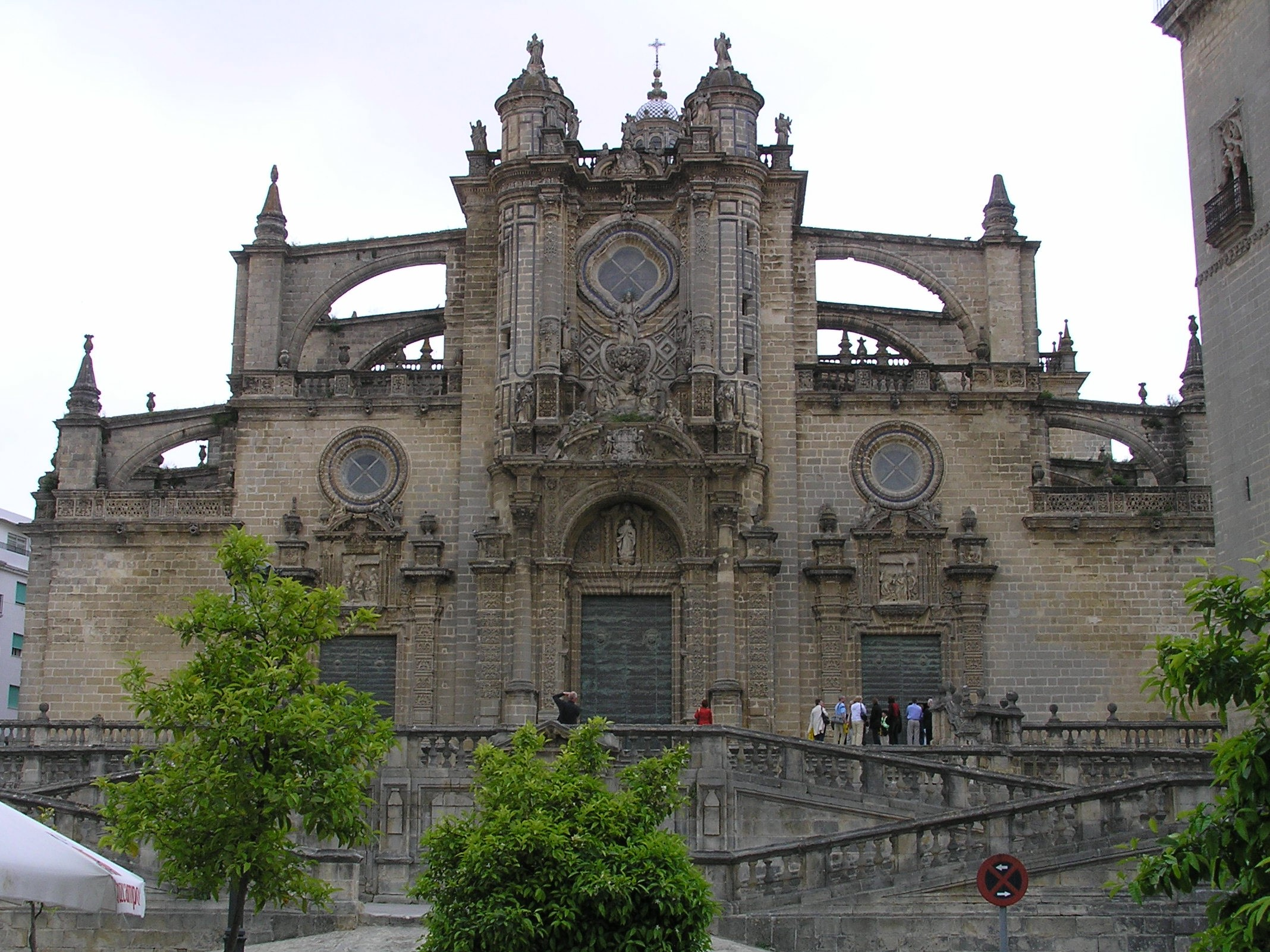
Catedral de Jerez de la Frontera

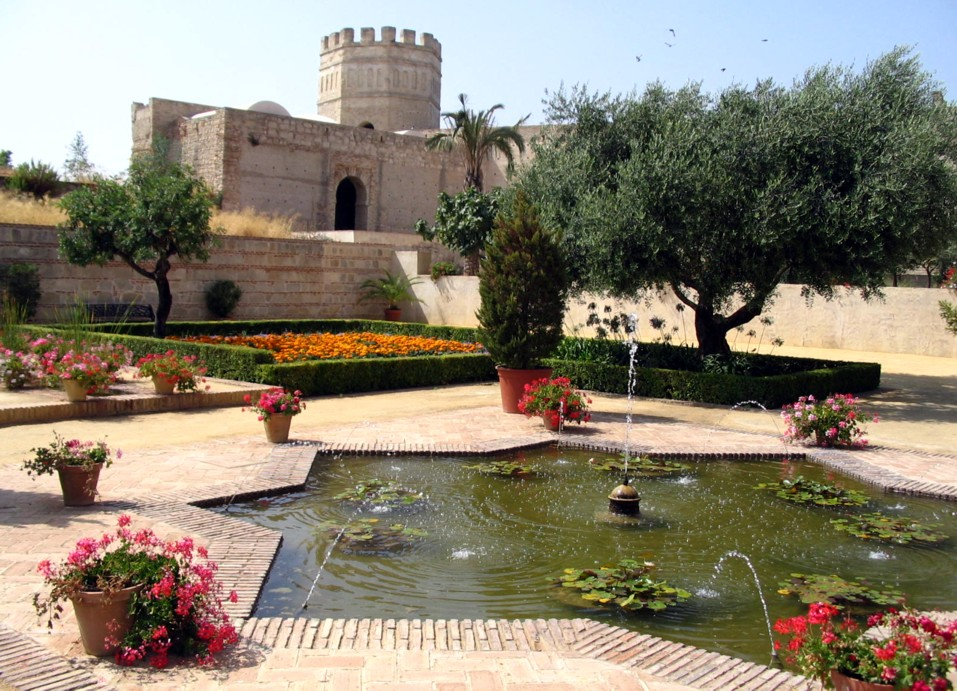
L'Alcàsser de la ciutat

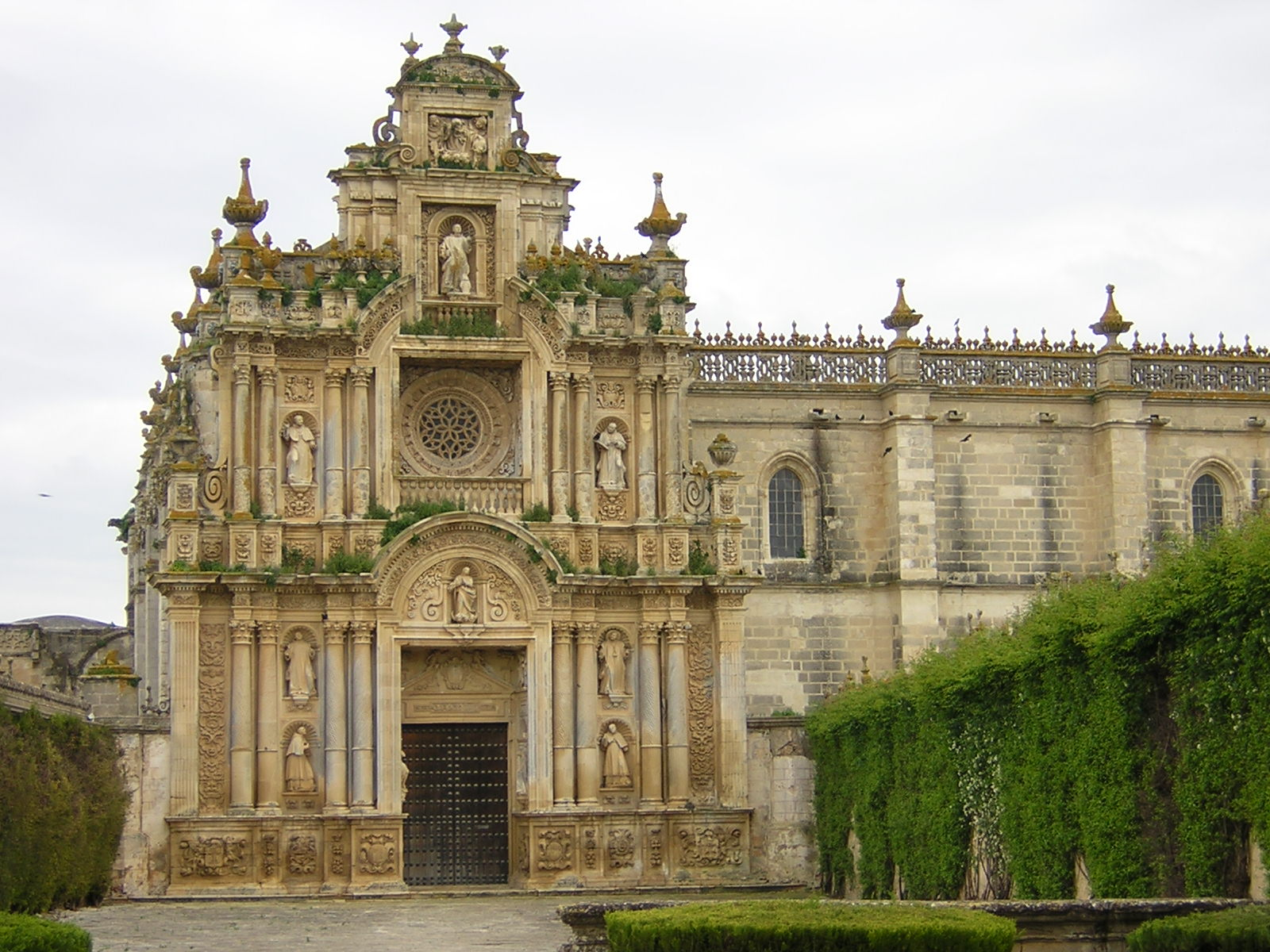
Monestir de la Cartoixa

- Cartoixa de Santa María de la Defensión
- Alcàsser (antiga ciutat-fortalesa àrab)
- Catedral de Jerez de la Frontera
- Palau Duc d'Abrantes
- Museu Arqueològic: situat a l'antiga Plaça del Mercat, entre seus atractiu es troba el casc corinti, únic en Occident, trobat a prop de la Cartoixa al riu Guadalete.
- Església de San Miguel: enclavada al barri gitano del mateix nom, data del segle xv. D'estil gòtic isabelí i barroc, destaca a més de les seves belles portades, el magnífic retaule obra de Juan Martínez Montañés i José de Arce.
- Església de San Mateo: església gòtica més antiga de la ciutat. El seu interior d'una sola nau, amb terra de maó.
- Església de Santiago: l'Església de Santiago, declarada Monument Històric Artístic, s'enclava en un dels barris més flamencs d'Andalusia. Antiga ermita fundada per Alfons X El Savi, és una impressionant construcció gòtica, amb elements renaixentistes i barrocs posteriors.
- Església de San Juan de los Caballeros: temple de gran interès artístic, San Juan de los Caballeros conserva la seva primitiva planta mudèjar, amb trams gòtic i renaixentista. És de destacar la seva façana manierista, portades i absis emmerletat d'estil mudèjar que data del segle xiv.
- Església de San Lucas: construïda sobre una antiga mesquita, és d'estil mudèjar destaca pel seu interior barroc.
- Església de San Marcos: construïda sobre una antiga mesquita, l'Església de San Marcos consta d'una sola nau d'estil gòtic florit, amb elements mudèjars, i un retaule major barroc.
- Església de San Dionisio: construïda sobre una antiga mesquita, San Dionisio, Patró de la ciutat des de la reconquesta de la ciutat en 1264, aporta elements mudèjars. Destacar la Torre de l'Atalaia, torre vigia annexa a la construcció principal.
- Palau de Riquelme: la façana de l'inacabat palau és un bon exemple del segle xvi de Jerez. Destaca la portada plateresca de dos cossos.
- Palau Domecq: model de la típica casa senyorial de Jerez, d'estil barroc, va ser construït el 1778. Compta amb un pati porticat, de marbre vermell italià, amb arcs decorats.
- Palau Dávila: palau renaixentista, presentant una elevada portada sòbriament decorada, i balcó i finestra en cantonada amb elements arquitectònics clàssics.
- Palau de Bertemati: edificat el 1758, destaca el seu balcó d'extraordinària ferramenta i planta moguda. A la fi de 2006 ha estat traslladat al Palau el Bisbat de la Diòcesi Jerez Asidonia.
- Palau de Lluna: construït el 1777, és un altre exemple de casa palau d'estil barroc. Fa ressaltar la seva preciosa portada i la decoració del balcó sobre la qual descansa.
- Ajuntament, d'estil renaixentista.
- Misteri de Jerez i el Palau del Temps (Atalaia).
- Parc Zoològic i Jardí Botànic Alberto Durán.
- Teatre Villamarta.
- Gall Blau

En l'estructura urbana de Jerez podem distingir clarament un creixement cuidat, on és identificada el nucli antic de fisonomia andalusí i l'eixamplament, que segueix una planificació urbanística més elaborada.

## Infraestructures

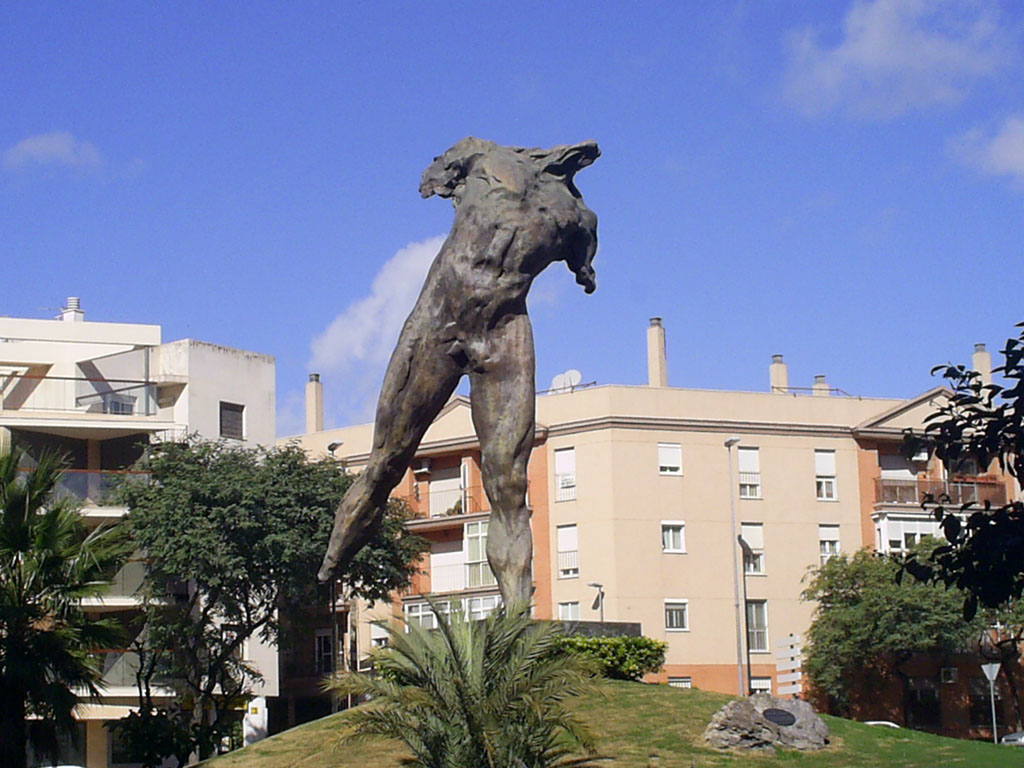
La rotonda del Minotaure. Aquesta gegantina escultura, situada al barri de Mare de Déu, representa un minotaure indefens fora del seu laberint.

- Hi ha dues estaciós de Rodalia de Cadis- Jerez de la Frontera i Aeroport de Jerez servits per la línia C-1.
- Aeroport internacional de Jerez
- Circuit Permanent d'Alta Velocitat de Jerez

## Persones il·lustres de Jerez
- Pintors: Carlos Ayala Gonzalez; Carlos González Ragel; Gonzalo Torné; Juan Rodríguez Jiménez (El Panadero); Jose Ramón Fernández Lira
- Guitarristes: Javier Molina Cundí; Gerardo Núñez; Parrilla de Jerez; Manuel Moreno Junquera Moraíto Chico; Gerardo Núñez; Domingo de los Santos Fernández Domingo Rubichi; Maestro Cerengue; Javier Molina; Currito el de la Geroma; Rafael del Aguila; Perico el del Lunar; Sebastián Núñez; Rafael de Jerez; El Poeta
- Bailaores Flamencs: Anotnio El Pipa de Jerez; Andrés Peña; El Xerezano; La Perla; Juana la Macarrona; La Malena; La Sordita; La Geroma; Fernanda Antúnez; Juana Antúnez; Mariquita Malvido; Ramirito; Estampío; Paco Laberinto; Rosa Durán
- Literatura: Antonio Vico Pintos; Julio Rivera Cross; Carlos Álvarez; Pilar Paz Pasamar; Juan Ruiz Peña; Josefa Parra; José Mateos; Juan Bonilla; José Manuel Caballero Bonald; Juan de la Plata; Francisco Bejarano; Abul-Abbas Ahmad Al-Xeriri Letras Andalusíes; Diego Ignacio Parada y Barreto
- Flamenco: Manuel Pérez Celdrán; El Serna; Paco Laberinto; José Mercé; María Dolores Flores Ruiz "Lola Flores"; Francisca Méndez Garrido "La Paquera de Jerez"; Rita la Cantaora; Vicente Soto El Sordera de Jerez; Tomasa Guerrero Carrasco "La Macanita"; Diego de Borja Rodríguez Calle "El potaje de Jerez"; Miguel Flores "El Capullo de Jerez"; Antonio Chacón García; Tío Gregorio Borrico de Jerez; Antonio Núñez Montoya Chocolate de Jerez; Diego Carrasco; Familia Agujetas de Jerez; Salmonete; Fernando de la Morena; Juan Zarzuela Zarzuelita; Juan Moneo Lara El Torta; Diego de los Santos Bermúdez Rubichi; Nano de Jerez; Eloísa Jiménez Domínguez Elu de Jerez; Francisco Valencia Paco La Luz; Tio Juane de la Fragua; Antonio Chacón; Tio José de Paula; José Peña Mendez, José Méndez; Tía Juana la del Pipa; Terremoto de Jerez; Tío Luis el de la Jeliana; Diego el Marrurro; Juanelo; Salvaorillo; Mercé la Serneta; Manuel Torre; Isabelita de Jerez; El Gloria; Mojama; Juan Jambre; El Batato; Tío Juan Macarrón; Curro Frijones
- Cinema i televisió: Antonio Calvache; David Gordon; Fernando Viola Sánchez; Alfonso Rojas; Paul Piaget; Ana Álvarez; Bertín Osborne; Jaime Cantizano; Pedro Rollán; Paco Lobatón
- Esports: Francisco Narváez "Kiko"; Mercedes Chilla
- Música: La Mala Rodríguez; Germán Álvarez Beigbeder; David deMaría; Manuel Alejandro; Los Delinqüentes; Curro y Pele Navajita Plateá; Germàn Álvarez Beigbeder, compositor.
- Toros: Rafael Soto Moreno "Rafael de Paula"; Juan Luis de la Rosa Garquén; Juan José Padilla
- Política: Ramón de Cala y Barea; Antonio Oliver Villanueva; Manuel Lora Tamayo
- Altres personatges: Álvaro Núñez Cabeza de Vaca Descobridor; Juan Nepomuceno Perfecto Planelles Ripoll, científic; Pedro de León, jesuïta; Tomás de Morla, militar; Miguel Primo de Rivera y Orbaneja, militar i dictador.

## Alcaldes
| Període      | Nom de l'alcalde/-essa                                                       | Partit polític                                                           | Data de possessió |
| ------------ | ---------------------------------------------------------------------------- | ------------------------------------------------------------------------ | ----------------- |
| 1979 - 1983  | Pedro Pacheco Herrera                                                        | Partit Andalusista                                                       | 19/04/1979        |
| 1983 - 1987  | Pedro Pacheco Herrera                                                        | Partit Andalusista                                                       | 28/05/1983        |
| 1987 - 1991  | Pedro Pacheco Herrera                                                        | Partit Andalusista                                                       | 30/06/1987        |
| 1991 - 1995  | Pedro Pacheco Herrera                                                        | Partit Andalusista                                                       | 15/06/1991        |
| 1995 - 1999  | Pedro Pacheco Herrera                                                        | Partit Andalusista                                                       | 17/06/1995        |
| 1999 - 2003  | Pedro Pacheco Herrera                                                        | Partit Andalusista (1999-2001) Partit Socialista d'Andalusia (2001-2003) | 03/07/1999        |
| 2003 - 2007  | María José García-Pelayo Jurado (2003-2005) Pilar Sánchez Muñoz (2005-2007)) | PP PSOE                                                                  | 14/06/2003        |
| 2007 - 2011  | Pilar Sánchez Muñoz                                                          | PSOE                                                                     | 16/06/2007        |
| 2011 - 2015  | María José García-Pelayo Jurado                                              | PP                                                                       | 11/06/2011        |
| 2015 - 2019  | n/d                                                                          | n/d                                                                      | 13/06/2015        |
| 2019 - 2023  | n/d                                                                          | n/d                                                                      | 15/06/2019        |
| Des del 2023 | n/d                                                                          | n/d                                                                      | 17/06/2023        |

## Ciutats agermanades
- Arles (França)
- Lorca (Espanya)
- Kiyosu (Japó)
- Sevilla (Espanya)